# Atletica leggera ai XVIII Giochi del Mediterraneo - Lancio del disco maschile
Il concorso del lancio del disco maschile ai XVIII Giochi del Mediterraneo si è svolto il 27 e il 29 giugno 2018 presso l'Estadio de Atletismo de Campclar di Tarragona.

## Calendario
| Data      | Ora   | Turno      |
| --------- | ----- | ---------- |
| 27 giugno | 10:30 | Semifinali |
| 29 giugno | 19:30 | Finale     |

## Risultati

### Semifinali
| Class | Gruppo | Nome                 | Nazione    | #1       | #2    | #3    | Risultato | Note |
| ----- | ------ | -------------------- | ---------- | -------- | ----- | ----- | --------- | ---- |
| 1     | A      | Kristjan Čeh         | Slovenia   | 58.59    | 58.11 | 61.98 | 61.98     | q,   |
| 2     | B      | Giovanni Faloci      | Italia     | 60.12    | x     | 58.67 | 60.12     | q    |
| 3     | A      | Apostolos Parellīs   | Cipro      | 57.14    | 56.91 | 56.90 | 57.14     | q    |
| 4     | A      | Hannes Kirchler      | Italia     | x        | 54.94 | 56.83 | 56.83     | q    |
| 5     | A      | Georgios Tremos      | Grecia     | 53.44    | 52.39 | 56.58 | 56.58     | q    |
| 6     | B      | Lois Maikel Martínez | Spagna     | '55.92 ' | x     | x     | 55.92     | q    |
| 7     | A      | Martin Marković      | Croazia    | 55.62    | 55.19 | 55.51 | 55.62     | q    |
| 8     | A      | Frank Casañas        | Spagna     | 55.39    | 53.90 | x     | 55.39     | q    |
| 9     | A      | Jordan Guehaseim     | Francia    | 52.01    | 51.12 | 53.47 | 53.47     | q    |
| 10    | B      | Tadej Hribar         | Slovenia   | 52.83    | x     | 53.22 | 53.22     | q    |
| 11    | B      | Elbachir Mbarki      | Marocco    | 51.50    | 51.32 | 50.92 | 51.50     | q    |
| 12    | A      | Ivan Kukuličić       | Montenegro | 50.77    | 50.02 | x     | 50.77     | q    |
| 13    | B      | Iason Thanopoulos    | Grecia     | 49.50    | 50.15 | 48.96 | 50.15     |      |
| 14    | B      | Tom Reux             | Francia    | 45.98    | x     | 49.18 | 49.18     |      |
| dns   | B      | Francisco Belo       | Portogallo |          |       |       | dns       |      |

### Finale
| Class   | Nome                 | Nazione    | #1    | #2    | #3    | #4    | #5    | #6    | Risultato | Note                                     |
| ------- | -------------------- | ---------- | ----- | ----- | ----- | ----- | ----- | ----- | --------- | ---------------------------------------- |
| Oro     | Apostolos Parellīs   | Cipro      | 61.26 | 62.98 | x     | 60.71 | 61.32 | 62.01 | 62.98     |                                          |
| Argento | Kristjan Čeh         | Slovenia   | x     | 60.37 | 60.02 | 61.52 | 62.03 | x     | 62.03     | Miglior prestazione personale            |
| Bronzo  | Hannes Kirchler      | Italia     | 60.64 | x     | 58.81 | x     | x     | x     | 60.64     |                                          |
| 4       | Giovanni Faloci      | Italia     | x     | x     | 56.82 | x     | x     | 60.16 | 60.16     |                                          |
| 5       | Lois Maikel Martínez | Spagna     | 56.20 | 55.02 | 56.83 | 58.48 | 57.31 | 58.61 | 58.61     |                                          |
| 6       | Martin Marković      | Croazia    | 56.47 | 58.18 | x     | 55.74 | 56.08 | 57.83 | 58.18     |                                          |
| 7       | Georgios Tremos      | Grecia     | 54.21 | 56.94 | x     | 56.11 | 57.55 | 57.84 | 57.84     |                                          |
| 8       | Jordan Guehaseim     | Francia    | 56.37 | 56.94 | 56.85 | 53.91 | 56.95 | x     | 56.95     | Miglior prestazione personale stagionale |
| 9       | Tadej Hribar         | Slovenia   | 55.80 | 55.24 | 54.13 |       |       |       | 55.80     |                                          |
| 10      | Frank Casañas        | Spagna     | 55.00 | x     | 55.73 |       |       |       | 55.73     |                                          |
| 11      | Elbachir Mbarki      | Marocco    | 50.99 | 54.50 | 52.68 |       |       |       | 54.50     |                                          |
| 12      | Ivan Kukuličić       | Montenegro | 53.09 | 52.45 | 52.36 |       |       |       | 53.09     |                                          |